# Pierre-Charles de Liette
Pierre-Charles de Liette, était aide d'Henri de Tonti; commandant du Fort Saint-Louis du Rocher et de Fort Chécagou; et capitaine dans les troupes coloniales de 1687 à 1721.